# Suet (graisse)
Pour les articles homonymes, voir Suet.

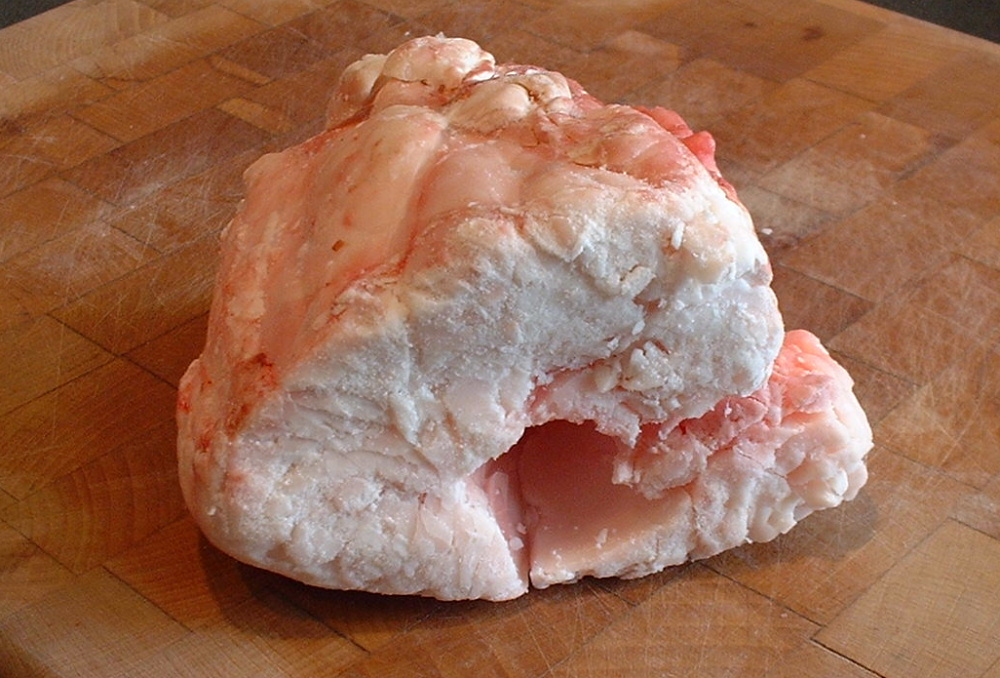
Du suet de bœuf.

Le suet est la graisse située autour des reins du mouton et du bœuf.